# فرودگاه فرید ملن
فرودگاه فرید ملن (به ترکی استانبولی: Ferit Melen Havaalanı) یک فرودگاه همگانی  با کد یاتا VAN و کد ایکائو LTCI است که یک باند فرود آسفالت دارد و طول باند آن ۲٬۷۵۰ متر است. این فرودگاه در شهر وان کشور ترکیه قرار دارد و در ارتفاع ۱٬۶۷۰ متری از سطح دریا واقع شده‌است.
نزدیکترین مرز و فرودگاه به کشور ایران از گذرگاه مرزی رازی خوی و فرودگاه خوی می‌باشد.

## شرکت‌های هواپیمایی و مقصدهای پروازی
| شرکت‌های هواپیمایی                  | مقصدهای پروازی                  |
| ---------------------------------- | ------------------------------- |
| پگاسوس ایرلاینز                    | آدانا، صبیحه گوکچن، عدنان مندرس |
| سان اکسپرس                         | آنتالیا، عدنان مندرس            |
| ترکیش ایرلاینز                     | آتاترک                          |
| ترکیش ایرلاینز اجرا توسط آنادولوجت | اسن‌بوغا، صبیحه گوکچن            |